# Carenum elegans
Espèce
Synonymes
- Carenum rufipes Macleay, 1869[2]
- Carenum campestre Macleay, 1865[3]
- Calliscapterus campestris

Carenum elegans est une  espèce de coléoptères de la famille des Carabidae, de la sous-famille des Scaritinae et de la tribu des Carenini. Elle a été trouvée à Port Denison en Australie-Occidentale.